# Absolutisme
L'absolutisme fou una filosofia política característica de l'Europa d'època moderna, que propugnava que la monarquia havia de tenir un poder absolut, és a dir sense límits i sense compartir-lo, i per això anomenaren aquesta forma de govern com a monarquia absoluta.
Intel·lectualment aquest pensament el van formalitzar com a tal diversos filòsofs durant el segle xvi i XVII. Un dels primers fou Jean Bodin (1530-1596), que proposava una monarquia sense limitacions jurídiques (però sí les religioses) a qui tots els súbdits havien de retre obediència (però admetia que aquest sistema podia degenerar en una tirania). El teòric més important per definir l'absolutisme fou l'anglès Thomas Hobbes (1588-1679). Ell considerava que els humans en estat natural són dolents i lluiten entre ells per sobreposar-se els uns damunt dels altres; per això considerava necessari que renunciessin a la seva llibertat en favor d'un ens sobirà omnipotent que vetllés pel benestar general. Finalment, l'influent clergue Bossuet (1627-1704) va aportar la teoria de l'origen diví de la monarquia francesa durant l'enfrontament que aquesta mantenia amb el Papa de Roma sobre qui devia obediència a qui, teoria que després van reivindicar totes les monarquies (i posteriorment algunes dictadures, admiradores de l'absolutisme). Alguns pensadors sostenien que, com que el rei és escollit per Déu, el monarca ha de tenir en l'exercici de les seves funcions els mateixos límits que la divinitat, és a dir, cap.
Tot i que l'absolutisme teòric no va imposar-se plenament, les monarquies van utilitzar els seus diversos arguments i les necessitats creades per les guerres continuades de l'època moderna per reforçar la seva capacitat de mobilització i concentració de recursos militars, fiscals i burocràtics. Paral·lelament els corrents jurídics admiradors del dret romà justificaren també la monarquia absoluta en nom del dret públic, en contraposició dels vells drets feudals privats.
L'oració "Tot per al poble, però sense el poble" fou el lema que adoptaren els intel·lectuals partidaris de la monarquia absoluta que creien sincerament en un bon govern incontestable que apliqués les mesures més convenients pel bé general, però sense que la societat tingués drets polítics per evitar les lluites entre grups. Aquest corrent de pensament s'anomenava despotisme il·lustrat.
L'absolutisme -un dels pals de paller de la societat d'antic règim- donà nom al concepte de Monarquia absoluta (o autoritària) que va ser la forma de govern característica de les monarquies europees dels segles xvi, xvii i xviii. Els trets característics i fonamentals de tota monarquia absoluta són dos:
- La creença en una monarquia de dret diví: Els defensors de l'absolutisme sostenien que el rei havia rebut el poder directament de Déu, raó per la qual ningú no podia contradir la seva voluntat. Oposar-se als designis del monarca era una ofensa directa a Déu i era només a ell a qui el rei havia de retre comptes.
- L'existència d'un poder il·limitat dels reis, pel qual els monarques concentraven tots els poders en la seva persona (els quals posteriorment Montesquieu classificaria en el legislatiu (fer lleis), l'executiu (dirigir el govern) i el judicial (aplicar justícia).

Per tot plegat és habitual que els historiadors es refereixin a aquestes monarquies com a Monarquies absolutes de dret diví atès que amb aquesta designació es recullen alhora les dues característiques bàsiques que acabem de citar. Tradicionalment s'ha considerat que el monarca absolut per excel·lència fou Lluís XIV, anomenat el Rei Sol.
La complexitat organitzativa de les monarquies absolutes feu del tot necessària la creació d'una complexa xarxa diplomàtica i burocràtica connectada al monarca per fer complir les seves decisions. Aquest fet establia el precedent de la centralització de l'estat modern.

## Oposició a l'absolutisme
La filosofia absolutista sorgí com a contraposició a les monarquies medievals tradicionals europees en què el rei havia de compartir el poder amb altres institucions (corts, parlaments i altres) on hi havia representats els estaments que aglutinaven els membres més poderosos de la societat: la noblesa (el poder militar i territorial), el clergat (el poder ideològic i també territorial) i la burgesia (que tenia poder financer líquid), amb els quals sovint havia de pactar les lleis dels seus dominis o els havia de demanar diners per tirar endavant les campanyes militars. Aquest fet evitava que la monarquia governés en solitari amb la seva única agenda i depengués del consens d'un ampli grup de persones influents, sobretot quant a la recaptació de tributs. A més a més cada monarquia podia estar sotmesa a més d'una institució d'aquest tipus, ja que poques vegades la totalitat dels seus dominis feudals configuraven una sola unitat política tradicional: Per exemple, la monarquia espanyola moderna era reina de diversos països diferents: Castella, Aragó, València, Balears, Catalunya, etc. cadascun amb les seves pròpies corts, lleis i funcionaments. Això provocava, al seu torn, que la monarquia governés no un sinó diversos estats diferenciats que el rei havia d'anar visitant amb la seva cúria itinerant. L'absolutisme, en canvi, advocava per concentrar i centralitzar tot el poder (legislatiu, executiu i judicial) en una sola persona per regnar un sol país.
Per aquests motius al llarg de l'edat moderna es desencadenaren constantment conflictes socials i polítics. Les permanents revoltes pageses sorgien per les conseqüències negatives que tenien per a ells les noves pràctiques de les monarquies absolutes, que no respectaven les lleis tradicionals vigents fins llavors: nous impostos per pagar, lleves d'homes per anar lluitar fora dels seus països en comptes de treballar la terra, l'obligació d'allotjar les tropes del rei a la pròpia casa, etc. S'arribaren a produir autèntiques guerres entre els països amb una concepció pactista o contractualista del poder i llurs monarques amb voluntat absolutista.

## Fallida de l'absolutisme
Al final del segle xvii a Holanda i al Regne d'Anglaterra es van produir una sèrie de transformacions polítiques que van començar a limitar el poder de la monarquia absoluta. Al mateix temps, les idees il·lustrades van donar lloc, a molts països, a una sèrie d'experiències reformistes conegudes amb el nom de despotisme il·lustrat.

### Revolucions angleses
Des de l'edat mitjana, a Anglaterra el poder reial estava limitat per l'acció de les dues cambres del Parlament: la dels nobles i la dels clergues (Lords) i la dels burgesos, representants de les ciutats (Comuns). Els monarques en necessitaven l'autorització per declarar la guerra.
Però el segle xvii, una nova dinastia, els Stuart, va pretendre governar sense el control del Parlament i va procedir a detenir o ajusticiar els qui se'ls van oposar. Aquests fets van donar lloc a una guerra civil entre els defensors del Parlament i els de la monarquia absoluta. El 1649, el rei Carles I va ser ajusticiat i es va proclamar la República.
Oliver Cromwell, el principal impulsor del canvi polític, va transformar la república en una dictadura militar. El 1660, després de la mort de Cromwell, el Parlament va restablir la monarquia.
Carles II, el nou rei d'Anglaterra, va haver d'acceptar el control del Parlament, que el 1679 va votar a favor de l'habeas corpus. Aquest text garantia les llibertats individuals i impedia al rei qualsevol detenció arbitrària.
El 1689, una segona revolució va posar fi definitivament a la monarquia absoluta de Stuart, i el Parlament va oferir la corona a Guillem d'Orange. El rei va jurar la Declaració de Drets (Bills of the Rights), que limitava els poders del monarca i sotmetia algunes de les seves decisions al Parlament.
Anglaterra va ser, doncs, el primer país que va tenir una monarquia de poder limitat: el sobirà estava condicionat pel Parlament, que elegia el primer ministre d'entre els seus membres. Els poders executiu i legislatiu estaven separats, i un tercer poder, la justícia, era independent.
A més a més, els ciutadans tenien garantida la defensa de la llibertat individual. La monarquia parlamentària britànica es va convertir en un exemple a seguir pels filòsofs francesos de la il·lustració.

### Despotisme il·lustrat
Malgrat l'exemple anglès, la majoria dels monarques europeus continuaven exercint un poder absolut. N'hi havia alguns, però, com Frederic II de Prússia, Maria Teresa d'Àustria, Caterina de Rússia, i el monarca espanyol Carles III, van intentar fer compatible el principi d'autoritat de l'absolutisme amb les idees de progrés, racionalització i modernització de la Il·lustració.
Els dèspotes il·lustrats i els seus ministres van promoure un cert reformisme amb la voluntat d'actuar a favor del bé del poble, però es reservaven la capacitat de decisió.